# ドイツ自動車連盟

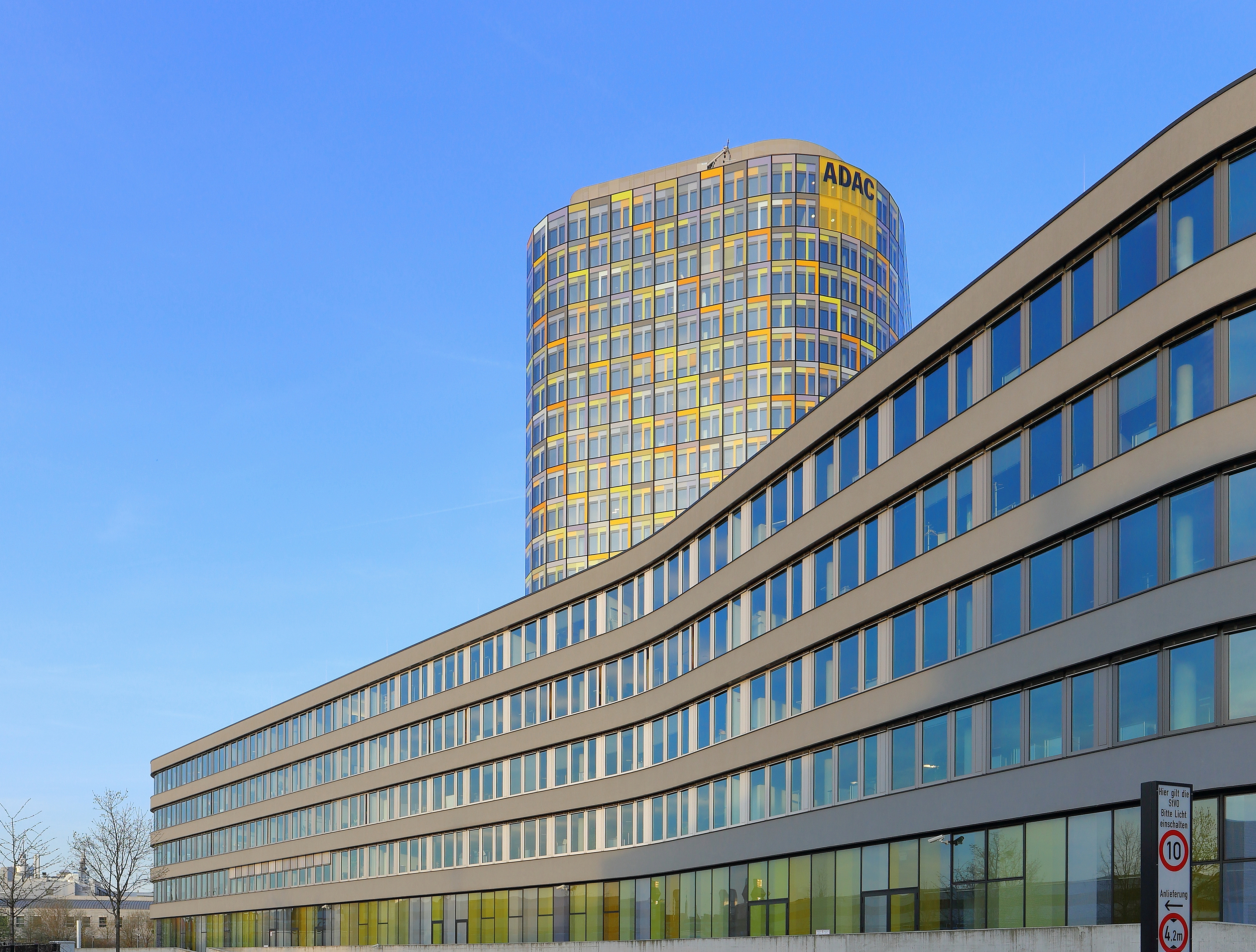
ADAC本部

ドイツ自動車連盟（Allgemeiner Deutscher Automobil-Club e.V.）は、本部をミュンヘンに置くドイツの自動車ドライバーをサポートする組織である。略称ADAC（アダック、アーデーアーツェー）。直訳に近い「全ドイツ自動車クラブ」の他、「ドイツ自動車クラブ」「全ドイツ自動車連盟」などとも訳される。
会員数約1500万人の、ヨーロッパ最大の自動車連盟で、国際自動車連盟（FIA）に加盟している。日本でいう日本自動車連盟（JAF）に相当する組織である(ただし、モータースポーツ関連は日本とは違い別組織である。)。

## 概要

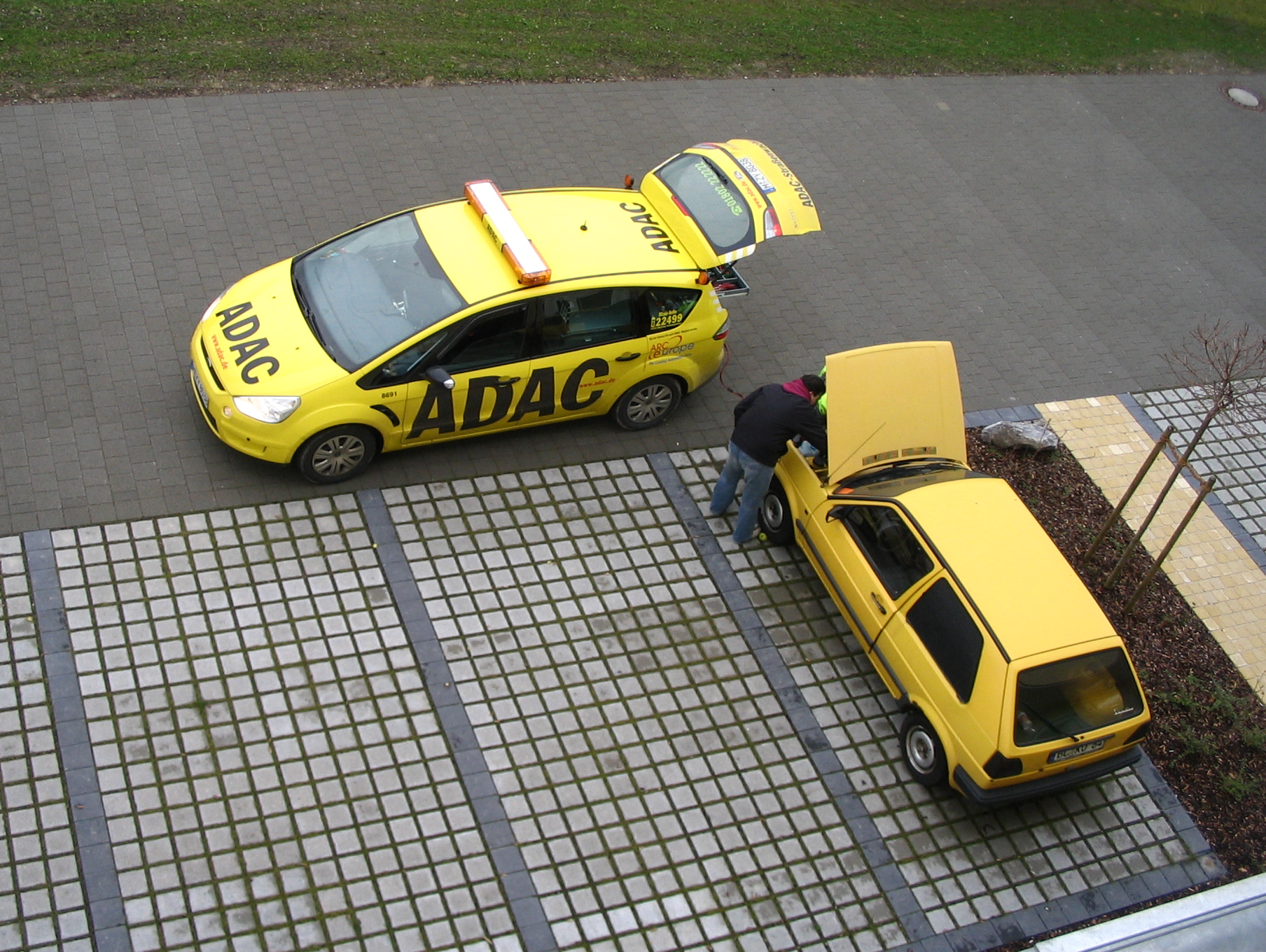
故障車の修理に赴いたADAC車両（フォード・S-MAX）

1903年に「Deutsche Motorradfahrer-Vereinigung」（ドイツ自動二輪車運転者協会、DMV）として設立。1911年に「Allgemeiner Deutscher Automobilclub」へと改称。黄色地に黒文字で「ADAC」と書かれた車両によるロードサービスが主要事業。そのほかに出版、旅行代理店、旅行傷害保険、救急事業などを行っており、それぞれが独立した組織になっている。

## ヘリコプター救急事業

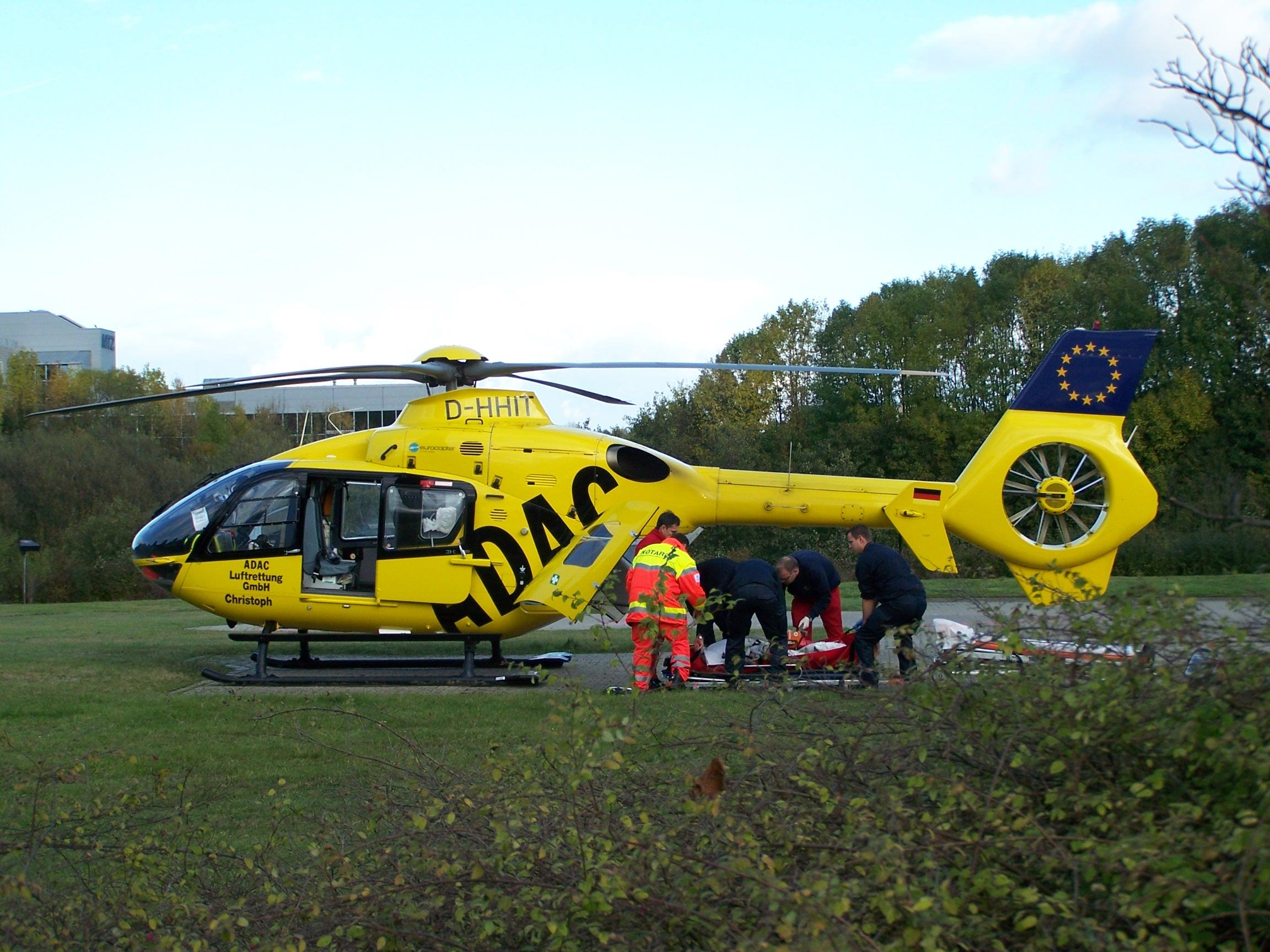
患者を移送中の救急ヘリコプター「クリストフ・エウロパ1」（ユーロコプター EC 135）

ADACのヘリコプター救急事業はヘリコプター救急の先駆けである。
1960年代後半にアウトバーンでの死亡事故が増え、保険金の支払いが増加したことにより、ADACは保険金支払いの抑制や、会員の人命救助の対策を考える必要を迫られた。その過程で生まれたのがヘリコプターによる救急作業である。
1970年11月に、ミュンヘンのハラヒン病院を拠点にして本格的なヘリコプター救急を開始した。運航費は1974年に社会保険から拠出されるようになるまでは、ADAC自身が負担していた。使用機は当時の最新鋭機であるMBB Bo 105Aとし、救急ヘリの1号機は旅行者の守護聖人のクリストフォロスにちなんで「クリストフ1」と名付けられた。後継の救急ヘリも「クリストフ〜番」の愛称がつけられ、「クリストフ」という名前はドイツの救急ヘリの代名詞として国民に親しまれている。
発案者はADAC救急事業部責任者のゲルハルト・クグラー（Gerhard Kugler、欧州エアレスキュー委員会（EHAC: European HEMS & Air Rescue Committee）名誉会長、2009年没）。クグラーは「救急装備をしたヘリコプターが病院に待機、出動要請から2分以内に医師と救急隊員を載せて離陸し現場へ向かう。飛行範囲は半径50km以内とし、15分以内に患者のもとへ到着。病院で患者を待つのではなく、その場で救急治療を行う」というヘリコプター救急の基本理念を提唱した。この理念は「ミュンヘン・モデル」と呼ばれるようになり、ドイツ国内だけでなく、ヨーロッパ諸国に広まることとなった。
ヘリコプター救急は発足以降ドイツ国内で急速に広まった。1984年には拠点数が35ヵ所になり、この時点で救急ヘリが15分以内で到達可能な範囲は、当時の西ドイツの国土の9割以上も及んでいた。さらにベルリンの壁崩壊以降は旧東ドイツにも普及するようになり、2005年には拠点数が80ヵ所に達した。これにより84%という15分以内の治療着手率の高さを実現している。また1970年には2万1322人だった交通事故の死亡者数が、2000年には1970年の3分の1程度の7503人になり、当初の目的であった交通事故の死亡者の減少にも成功した。